# Karstula
Karstula este o comună din Finlanda.